# Heptane

Isomères de l'heptane.

Un heptane est le terme générique pour désigner un des neuf isomères C7H16 ou qui qualifie un dérivé de ces molécules qui comportent toutes sept [en grec ἑπτά (epta), sept] atomes de carbone.
Les 9 isomères de la famille des heptanes sont :
1. n-Heptane (linéaire)
2. 2-Méthylhexane
3. 3-Méthylhexane
4. 2,2-Diméthylpentane
5. 2,3-Diméthylpentane
6. 2,4-Diméthylpentane
7. 3,3-Diméthylpentane
8. 3-Éthylpentane
9. 2,2,3-Triméthylbutane